# Johann Schmirl
Johann Schmirl (* 3. Jänner 1882 in Gründberg bei Sierning, Oberösterreich; † 23. März 1923 in Linz) war ein oberösterreichischer Arbeiter, Gewerkschaftsfunktionär und sozialistischer Politiker.

## Leben
Johann Schmirl wurde in Gründberg bei Sierning geboren, erlernte Dreher. Er war Mitbegründer der Eisenbahnergewerkschaft in Landeck und übersiedelte 1910 nach Linz. 1920 bis 1922 war er Sekretär der Eisenbahnergewerkschaft für die Sozialdemokratische Partei, Landesgruppe Oberösterreich.

## Berufliche Tätigkeit
- Ab 1910 Werkmann der Staatsbahnen in Linz
- 1919 – 1922 Gemeinderat Linz, Sozialdemokratische Partei (SD)
- 23. Juni 1919 – 23. März 1923  Abgeordneter zum Oberösterreichischen Landtag (XII. Wahlperiode) für die Sozialdemokratische Partei (SD).